# Liste der Kulturgüter in Salenstein
Die Liste der Kulturgüter in Salenstein enthält alle Objekte in der Gemeinde Salenstein im Kanton Thurgau, die die gemäss der Haager Konvention zum Schutz von Kulturgut bei bewaffneten Konflikten, dem Bundesgesetz vom 20. Juni 2014 über den Schutz der Kulturgüter bei bewaffneten Konflikten sowie der Verordnung vom 29. Oktober 2014 über den Schutz der Kulturgüter bei bewaffneten Konflikten unter Schutz stehen.
Objekte der Kategorien A und B sind vollständig in der Liste enthalten, Objekte der Kategorie C fehlen zurzeit (Stand: 1. Januar 2023).

## Kulturgüter
| Foto |                                                                                 | Objekt                                                 | Kat. | Typ | Standort                                                     | Beschreibung |
| ---- | ------------------------------------------------------------------------------- | ------------------------------------------------------ | ---- | --- | ------------------------------------------------------------ | ------------ |
| ja   | Datei hochladen · Wikidata zu Schloss Louisenberg (Q2242245)                    | Schloss Louisenberg KGS-Nr.: 05148                     | A    | G   | Mannenbach-Salenstein, Louisenbergstrasse 12 720904 / 281371 |              |
| ja   | Datei hochladen · Wikidata zu Schloss Arenenberg mit Kapelle und Park (Q642015) | Schloss Arenenberg mit Kapelle und Park KGS-Nr.: 05149 | A    | G   | Arenenberg 5, 5.1 721700 / 281479                            |              |
| ja   | Datei hochladen · Wikidata zu Schloss Eugensberg (Q5408410)                     | Schloss Eugensberg KGS-Nr.: 05150                      | A    | G   | Eugensberg 1, 1.1, 1.2 720532 / 280825                       |              |
| ja   | Datei hochladen · Wikidata zu Napoleonmuseum Arenenberg (Q15730370)             | Napoleonmuseum Arenenberg KGS-Nr.: 08465               | A    | S   | Arenenberg 147 721705 / 281485                               |              |
| ja   | Datei hochladen · Wikidata zu Wallfahrtskapelle St. Aloysius (Q29526871)        | Wallfahrtskapelle St. Aloysius KGS-Nr.: 10228          | A    | G   | Mannenbach-Salenstein, Louisenbergstrasse 14 720910 / 281354 |              |
| BW   | Datei hochladen · Wikidata zu Kaplanei (Q134702383)                             | Kaplanei KGS-Nr.: 03230                                | B    | G   | Mannenbach-Salenstein, Louisenbergstrasse 13 720957 / 281415 |              |
| ja   | Datei hochladen · Wikidata zu Schloss Salenstein (Q2243300)                     | Schloss Salenstein KGS-Nr.: 05151                      | B    | G   | Schlossgasse 14.1, 14.2, 21 721438 / 281158                  |              |
| ja   | Datei hochladen · Wikidata zu Schloss Hueb (Q1723565)                           | Schloss Hueb KGS-Nr.: 11036                            | B    | G   | Fruthwilen, Hubstrasse 13–13a 722336 / 279823                |              |
| ja   | Datei hochladen · Wikidata zu Bahnhof Mannenbach-Salenstein (Q15964194)         | Bahnhof Mannenbach KGS-Nr.: 13812                      | B    | G   | Mannenbach-Salenstein, Hauptstrasse 21 721211 / 281577       |              |